# Нерюс Алішаускас
Нерюс Алішаускас (лит. Nerijus Ališauskas; народився 6 червня 1991 у м. Електренай, Литва) — литовський хокеїст, захисник. Виступає за клуб «Списька» в СЕЛ.
Виступав за «Металургс» (Лієпая)
У складі національної збірної Литви учасник чемпіонатів світу 2010 (дивізіон I), капітан на ЧС 2023 (дивізіон I). У складі молодіжної збірної Литви учасник чемпіонату світу 2010 (дивізіон II).